# Ecuación de Ritz
La teoría balística de Ritz fue propuesta en 1908 por el físico suizo Walther Ritz, cuando se publicó "Recherches critiques sur l'Électrodynamique générale", una extensa crítica de la teoría electromagnética de Maxwell-Lorentz en la que sostenía que la conexión de la teoría con el éter (véase teoría del éter de Lorentz) hacía "esencialmente inapropiada la expresión de las leyes integrales de la propagación de las acciones electrodinámicas".
Ritz propuso una nueva ecuación, derivada de los principios de la teoría balística de las ondas electromagnéticas, una teoría que competía con la teoría de la relatividad especial. La ecuación relaciona la fuerza entre dos partículas cargadas con separación radial r, velocidad relativa v y aceleración relativa a, donde k es un parámetro indeterminado de la forma general de la ley de la fuerza de Ampère propuesta por Maxwell. La ecuación obedece la tercera ley de Newton y forma la base de la electrodinámica de Ritz:
{\displaystyle \mathbf {F} ={\frac {q_{1}q_{2}}{4\pi \epsilon _{0}r^{2}}}\left[\left[1+{\frac {3-k}{4}}\left({\frac {v}{c}}\right)^{2}-{\frac {3(1-k)}{4}}\left({\frac {\mathbf {v\cdot r} }{c^{2}}}\right)^{2}-{\frac {r}{2c^{2}}}(\mathbf {a\cdot r} )\right]{\frac {\mathbf {r} }{r}}-{\frac {k+1}{2c^{2}}}(\mathbf {v\cdot r} )\mathbf {v} -{\frac {r}{c^{2}}}(\mathbf {a} )\right]}

## Deducción de la ecuación de Ritz
Bajo el supuesto de una teoría de emisión, la fuerza que actúa entre dos cargas en movimiento debería depender de la densidad de las partículas mensajeras emitidas por las cargas ({\displaystyle D}), la distancia radial entre las cargas (ρ), la velocidad de la emisión relativa al receptor, ({\displaystyle U_{x}} y {\displaystyle U_{r}} para las componentes x y r, respectivamente), y la aceleración de las partículas entre sí ({\displaystyle a_{x}}). Esto genera una ecuación de la forma:
{\displaystyle F_{x}=eD\left[A_{1}cos(\rho x)+B_{1}{\frac {U_{x}U_{r}}{c^{2}}}+C_{1}{\frac {\rho a_{x}}{c^{2}}}\right]}.
donde los coeficientes {\displaystyle A_{1}}, {\displaystyle B_{1}} y {\displaystyle C_{1}} son independientes del sistema de coordenadas y son funciones de {\displaystyle u^{2}/c^{2}} y {\displaystyle u_{\rho }^{2}/c^{2}}. Las coordenadas estacionarias del observador se relacionan con el marco móvil de la carga de la siguiente manera:
{\displaystyle X+x(t')=X'+x'(t')-(t-t')v'_{x}}
Desarrollando los términos en la ecuación de fuerza, se tiene que la densidad de partículas está dada por:
{\displaystyle D\alpha {\frac {dt'e'dS}{\rho ^{2}}}=-{\frac {e'\partial \rho }{c\rho ^{2}\partial n}}dSdn}
El plano tangente de la capa de partículas emitidas en la coordenada estacionaria viene dado por el jacobiano de la transformación de {\displaystyle X'} a {\displaystyle X}:
{\displaystyle {\frac {\partial \rho }{\partial n}}={\frac {\partial (XYZ)}{\partial (X'Y'Z')}}={\frac {ae'}{\rho ^{2}}}\left(1+{\frac {\rho a'_{\rho }}{c^{2}}}\right)}
También se pueden desarrollar expresiones para el radio {\displaystyle \rho } y la velocidad {\displaystyle U_{\rho }<\rho >} utilizando la expansión en series de Taylor
{\displaystyle \rho =r\left(1+{\frac {ra'_{r}}{c^{2}}}\right)^{1/2}}
{\displaystyle \rho _{x}=r_{x}+{\frac {r^{2}a'_{x}}{2c^{2}}}}
{\displaystyle U_{\rho }=v_{r}-v'_{r}+{\frac {ra'_{r}}{c}}}
Con estas sustituciones, la ecuación de fuerza ahora es
{\displaystyle F_{x}={\frac {ee'}{r^{2}}}\left(1+{\frac {ra'_{r}}{c^{2}}}\right)\left[Acos(rx)\left(1-{\frac {3ra'_{r}}{2c^{2}}}\right)+A\left({\frac {ra'_{x}}{2c^{2}}}\right)-B\left({\frac {u_{x}u_{r}}{c^{2}}}\right)-C\left({\frac {ra'_{x}}{c^{2}}}\right)\right]}
A continuación se desarrollan las representaciones en serie de los coeficientes
{\displaystyle A=\alpha _{0}+\alpha _{1}{\frac {u^{2}}{c^{2}}}+\alpha _{2}{\frac {u_{r}^{2}}{c^{2}}}+...}
{\displaystyle B=\beta _{0}+\beta _{1}{\frac {u^{2}}{c^{2}}}+\beta _{2}{\frac {u_{r}^{2}}{c^{2}}}+...}
{\displaystyle C=\gamma _{0}+\gamma _{1}{\frac {u^{2}}{c^{2}}}+\gamma _{2}{\frac {u_{r}^{2}}{c^{2}}}+...}
Con estas sustituciones, la ecuación de fuerza se convierte en
{\displaystyle F_{x}={\frac {ee'}{r^{2}}}\left[\left(\alpha _{0}+\alpha _{1}{\frac {u_{x}^{2}}{c^{2}}}+\alpha _{2}{\frac {u_{r}^{2}}{c^{2}}}\right)cos(rx)-\beta _{0}{\frac {u_{x}u_{r}}{c^{2}}}-\alpha _{0}{\frac {ra'_{r}}{2c^{2}}}+\left({\frac {ra'_{x}}{2c^{2}}}\right)(\alpha _{0}-2\gamma _{0})\right]}
Dado que la ecuación debe reducirse a la ley de fuerza de Coulomb cuando las velocidades relativas son cero, inmediatamente se sabe que {\displaystyle \alpha _{0}=1}. Además, para obtener la expresión correcta de la masa electromagnética, se puede deducir que {\displaystyle 2\gamma _{0}-1=1} o {\displaystyle \gamma _{0}=1}.
Para determinar los otros coeficientes, se considera la fuerza en un circuito lineal usando la expresión de Ritz y se comparan los términos con la ley de la fuerza de Ampère. La segunda derivada de la ecuación de Ritz es
{\displaystyle d^{2}F_{x}=\sum _{i,j}{\frac {de_{i}de_{j}'}{r^{2}}}\left[\left(1+\alpha _{1}{\frac {u_{x}^{2}}{c^{2}}}+\alpha _{2}{\frac {u_{r}^{2}}{c^{2}}}\right)cos(rx)-\beta _{0}{\frac {u_{x}u_{r}}{c^{2}}}-\alpha _{0}{\frac {ra'_{r}}{2c^{2}}}+{\frac {ra'_{x}}{2c^{2}}}\right]}

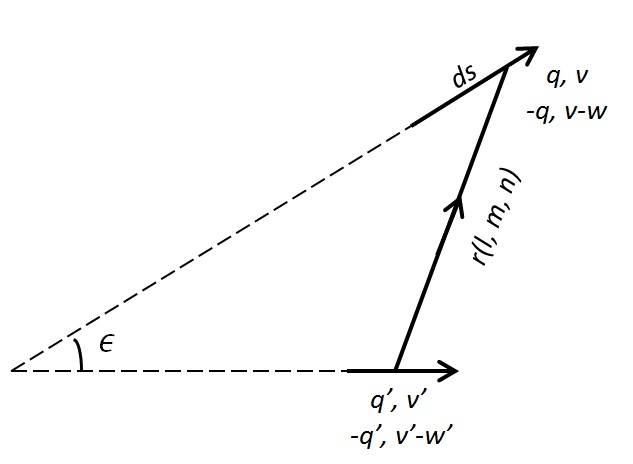
Diagrama de elementos de circuitos lineales

Considérese el diagrama de la derecha y obsérvese que {\displaystyle dqv=Idl},
{\displaystyle \sum _{i,j}de_{i}de_{j}'=0}
{\displaystyle \sum _{i,j}de_{i}de_{j}'u_{x}^{2}=-2dqdq'w_{x}w'_{x}}
{\displaystyle =-2II'dsds'cos\epsilon }
{\displaystyle \sum _{i,j}de_{i}de_{j}'u_{r}^{2}=-2dqdq'w_{r}w'_{r}}
{\displaystyle =-2II'dsds'cos(rds)cos(rds)}
{\displaystyle \sum _{i,j}de_{i}de_{j}'u_{x}u_{r}=-dqdq'(w_{x}w'_{r}+w'_{x}w_{r})}
{\displaystyle =-II'dsds'\left[cos(xds)cos(rds)+cos(rds)cos(xds')\right]}
{\displaystyle \sum _{i,j}de_{i}de_{j}'a'_{r}=0}
{\displaystyle \sum _{i,j}de_{i}de_{j}'a'_{x}=0}
Reemplazando estas expresiones en la ecuación de Ritz, se obtiene lo siguiente
{\displaystyle d^{2}F_{x}={\frac {II'dsds'}{r^{2}}}\left[\left[2\alpha _{1}cos\epsilon +2\alpha _{2}cos(rds)cos(rds')\right]cos(rx)-\beta _{0}cos(rds')cos(xds)-\beta _{0}cos(rds)cos(xds')\right]}
Comparando con la expresión original para la ley de la fuerza de Ampère
{\displaystyle d^{2}F_{x}=-{\frac {II'dsds'}{2r^{2}}}\left[\left[(3-k)cos\epsilon -3(1-k)cos(rds)cos(rds')\right]cos(rx)-(1+k)cos(rds')cos(xds)-(1+k)cos(rds)cos(xds')\right]}
se obtienen los coeficientes en la ecuación de Ritz
{\displaystyle \alpha _{1}={\frac {3-k}{4}}}
{\displaystyle \alpha _{2}=-{\frac {3(1-k)}{4}}}
{\displaystyle \beta _{0}={\frac {1+k}{2}}}
y de aquí se deduce la expresión completa de la ecuación electrodinámica de Ritz con una incógnita
{\displaystyle \mathbf {F} ={\frac {q_{1}q_{2}}{4\pi \epsilon _{0}r^{2}}}\left[\left[1+{\frac {3-k}{4}}\left({\frac {v}{c}}\right)^{2}-{\frac {3(1-k)}{4}}\left({\frac {\mathbf {v\cdot r} }{c^{2}}}\right)^{2}-{\frac {r}{2c^{2}}}(\mathbf {a\cdot r} )\right]{\frac {\mathbf {r} }{r}}-{\frac {k+1}{2c^{2}}}(\mathbf {v\cdot r} )\mathbf {v} -{\frac {r}{c^{2}}}(\mathbf {a} )\right]}
En una nota al pie al final de la sección de Ritz sobre gravedad (en la traducción al inglés), el editor dice: "Ritz usó k = 6,4 para reconciliar su fórmula (para calcular el ángulo de avance del perihelio de los planetas por siglo) con la anomalía observada para Mercurio (41"). Sin embargo, los datos recientes dan 43,1", lo que lleva a k = 7. Sustituyendo este resultado en la fórmula de Ritz se obtiene exactamente la fórmula de la relatividad general". Usando este mismo valor entero para k en la ecuación electrodinámica de Ritz se obtiene:
{\displaystyle \mathbf {F} ={\frac {q_{1}q_{2}}{4\pi \epsilon _{0}r^{2}}}\left[\left[1-\left({\frac {v}{c}}\right)^{2}+4.5\left({\frac {\mathbf {v\cdot r} }{c^{2}}}\right)^{2}-{\frac {r}{2c^{2}}}(\mathbf {a\cdot r} )\right]{\frac {\mathbf {r} }{r}}-{\frac {4}{c^{2}}}(\mathbf {v\cdot r} )\mathbf {v} -{\frac {r}{c^{2}}}(\mathbf {a} )\right]}